# Thomasia gardneri
Thomasia gardneri är en malvaväxtart som beskrevs av Paust. Thomasia gardneri ingår i släktet Thomasia och familjen malvaväxter. Inga underarter finns listade i Catalogue of Life.